# Biggs Darklighter
Biggs Darklighter a Csillagok háborúja Egy új remény c. epizódjában a Vörös-3 kódnevű felkelő vadászpilóta, a Vörös Század és azon belül Luke Skywalker kötelékének tagja a yavini csatában, aki egy másik pilótával együtt az ifjú Skywalker gépét fedezi, mígnem a köteléket üldöző Darth Vader szét nem lövi Biggs X-szárnyú vadászgépét. Így Darklighter a yavini csata hősi halottja lett. 
Tatuini születésű ember volt. Életéről a filmekkel szorosabb kapcsolatban álló dokumentációkból keveset tudunk meg: ezek szerint Luke gyermekkori barátja, aki dezertál a birodalmi pilótaakadémiáról (vagy ezt elvégezve, a szolgálatból), és nem sokkal a yavini csata előtt a felkelők közé áll, Darth Vader Tie-vadászával pedig  megöli. A filmsorozat különféle írott vagy animált folytatásaiban (kibővített univerzum) azonban igen jelentős szerepet kap, pl. ezek szerint részt vett a Halálcsillag dokumentációjának megszerzésében.

## A karakter különféle koncepcióiról
Az eredeti Lucas által írt történettervezetekben ez a karakter egészen jelentős szerepet kapott volna, de ez egyre csökkent, mígnem a megvalósult forgatókönyv, ill. a végső filmváltozat idejére csaknem jelentéktelenné zsugorodott. Az első változatban a Leia Organának megfelelő alak bátyja, a másodikban Luke Skywalker bátyja lett volna, a tervezet harmadik változatában, ami nagyjából egyezik a leforgatott filmmel (de nem a megjelent, ennél jóval rövidebb filmváltozattal), pedig Luke Skywalker gyermekkori barátja és példaképe, aki elvégzi a birodalmi pilótaakadémiát, azonban dezertál a birodalmi szolgálatból, és beáll a felkelőkhöz.
Ez az utóbbi koncepció valósult meg a film leforgatott változata mellett a könyv- és rádióváltozatban is. Eszerint Biggs a történet elején találkozik Luke-kal az anchorheadi Tosche Állomáson, Biggs két helybéli barátja, Deak és Windy, valamint egy Camie nevű lány és barátja, Fixer társaságában. Luke elektronikus távcsővel a kezében berohan és figyelmezteti őket, hogy a Tatuin felett valószínűleg űrcsata folyik (Vader csillagrombolója éppen elfogja Tantive-IV-et és rajta Leia hercegnőt), azonban senki nem hisz Luke-nak. Biggs ellenben elmondja neki, hogy beállt a felkelőkhöz. Ezután már csak a Yavin 4-i bázison látjuk újra rövid időre, ahol régi barátokként üdvözlik egymást Luke-kal. Végül pedig abban a jelenetben, ahol Vader lelövi.
Azonban a film első, 1977-es kiadásában csak az utolsó jelenet (Biggs halála) szerepel, a többit kivágták. Így a nagyközönség által ismert filmváltozatban semmi nem derül ki annak a pilótának a háttértörténetéről, aki életét áldozza Luke védelmében, még a neve sem.
Az Új remény 1997-es újrakiadásában viszont a Yavin-4-en lejátszódó jelenet újra szerepel. Egy korábbi, 1990-ben megjelent változatba, az Új Remény különleges kiadásába, pedig az összes Biggs-szel kapcsolatos kivágott jelenetet visszatették.